# Каугу
Каугу (ест. Kaugu) — село в Естонії, входить до складу волості Риуге, повіту Вирумаа.